# Шачкова, Татьяна Анатольевна
Татьяна Анатольевна Шачкова (род. 17 января 1973 года, Первоуральск, Свердловская область, СССР) — советская и российская конькобежка. Мастер спорта России международного класса. Чемпионка России на дистанции 1500 м (2001), серебряный призёр чемпионата России на дистанции 5000 м (2004) и в командной гонке (2006), бронзовый призёр чемпионата России на дистанции 5000 м (1994). Выступала за ВФСО «Динамо» (Екатеринбург) и г. Первоуральск Свердловской обл. 3-кратная рекордсменка России.

## Биография
Татьяна Шачкова родилась в Первоуральске, где с раннего детства начала кататься на коньках. Тренировалась у заслуженного тренера РСФСР Владимира Дмитриева и заслуженного тренера СССР Бориса Вашляева. Незадолго до распада СССР в 1990 году она участвовала в профсоюзных соревнованиях, а в 1991 году в чемпионате СССР на отдельных дистанциях. Через год выступала на чемпионате СНГ. 
С 1994 года выступала в сборной команде России и впервые участвовала на чемпионате мира в классическом многоборье, где заняла 23-е место. В 1995 году на дебютном чемпионате Европы заняла 17-е место и два года подряд в 1994 и 1995-м становилась 5-й на чемпионате России в абсолютном зачёте. В 1998 году вновь участвовала на чемпионате Европы в Хельсинки и поднялась на 14-е место. В сезоне 2000/2001 дебютировала на Кубке мира. Тогда же стала 4-й на чемпионате страны в многоборье.
В декабре 2001 года Татьяна проходила квалификацию на Олимпиаду 2002 года, заняла 3-е место в забеге на 3000 метров, но этого не хватило, чтобы попасть на игры. В январе 2002 года на чемпионате Европы в Эрфурте заняла 12-е место в сумме многоборья и через месяц на втором своём чемпионате мира в классическом многоборье стала только 24-й. В 2004 году на чемпионате России на отдельных дистанциях Татьяна заняла 2-е место в забеге на 5000 м, а в 2006 году стала второй в командной гонке преследования. 
Завершила спортивную карьеру в 2006 году.

## Личная жизнь
Татьяна Шачкова окончила Уральский государственный педагогический университет и является доцентом кафедры теории и методики физической культуры Уральского государственного университета физической культуры. Она - тренер по технике катания, общей физической подготовки Школы хоккейного мастерства «IceStyle-Ekb» в Екатеринбурге и является официальным представителем футбольной команды "УралГУФК".